# Officialprincipen
Officialprincipen är en offentligrättslig princip som innebär att det är en myndighet (och inte exempelvis de berörda parterna) som har ansvaret att utreda ett ärende.